# Joan Font i Riera
Joan Font i Riera fou un músic i compositor espanyol nascut a Manacor (Mallorca) el segle XVIII (es desconeix la data exacta). Destacà en la composició de l'època amb obres com Goijs de la Mare de Déu dels Dolors de Manacor, Miserere i Stabat Mater, les quals es van representar durant diferents anys en la celebració de la Setmana Santa de Manacor.
Morí el 9 de juny de 1798, en la seva ciutat natal.